# Cratere Wututu
Wututu è un cratere sulla superficie di Bennu.